# San Antón (Murcia)
San Antón es un barrio de la ciudad de Murcia (Región de Murcia, España), formante del distrito Norte junto los barrios de San Andrés, San Basilio y El Ranero. En el mismo se encuentran los jardines de la Seda y del Salitre.

## Historia
En la Edad Media, algunas comunidades de campesinos, formando alquerías, ocuparon las huertas situadas al norte de la ciudad de Murcia: alrededor de Vistalegre, las llamadas en el Libro del Repartimiento “Adufa” y “Cudiacibid” y alrededor de San Basilio y Santa María de Gracia, la alquería llamada “Cantaratabala”, la cual también abarcaba el terreno que hoy correspondería al barrio de San Antón. Este heredamiento chocaba de manera frontal con las murallas del arrabal de la ciudad de tal manera que dos de sus puertas más importantes, la de la Noguera –con dirección oeste, por donde se introducía en la ciudad la acequia mayor– y la de Molina –con dirección norte– vigilaban el acceso a la ciudad. Ya dentro, fuentes árabes indican que allí se encontraba el barrio de los mercaderes cristianos que, según la tradición, tenían una capilla para la realización de sus oraciones.
En el siglo XIII, con la Reconquista, la alquería de "Cantaratabala" –nombre que proviene de la conjunción de dos palabras árabes “Qantara” (puente) y “Tabala” (topónimo) significandao puente de Tabala– se entregó a repobladores castellanos. Al lindar con las murallas del arrabal de la Arrixaca y al lado de la puerta de Molina, el barrio de San Antón se convirtió en punto de partida para aquellos viajeros que dejaban la ciudad para dirigirse al norte a través del camino de Castilla, pero también en punto de llegada de aquellos que querían entrar en Murcia. La historia nos cuenta que allí hubo una ermita desde el siglo XV llamada de San Lázaro y cuya fundación se atribuye al deán Martín de Selva, en la que el Concejo había dado órdenes para que todo aquel que mostrara síntomas de estar enfermo debía permanecer en cuarentena; pero también al contrario, ya que cuando la ciudad era víctima de una epidemia, no era extraño que el concejo se reuniera extramuros para poder gestionar la ciudad sin peligro de fenecer.
Durante la Baja Edad Media y los Siglos de Oro, el hospital creado cerca de la ermita de San Lázaro quedó a cargo hermandad de San Antón que renombraría la célebre ermita. Por aquel entonces, los franciscanos de San Diego fundaron un convento enfrente de la ermita de propiedad eclesial hasta el proceso desamortizador del siglo XIX. Fue en el siglo XIX cuando en el solar de ese convento se estableció una fábrica de seda que dio fama y renombre al barrio. Esta fábrica siguió funcionando hasta mitades del siglo XX en el que fue derruida, siendo sustituida por un jardín que aún conserva de forma testimonial la chimenea de la fábrica. Algo parecido pasó con el cercano jardín de la Pólvora, donde a comienzos del siglo XVIII se instaló una fábrica para tratar salitre obteniendo así pólvora por orden expresa de Felipe IV: esta fábrica continuó su actividad hasta que de forma paulatina se trasladó su producción a la localidad de Javalí. Sin embargo, hasta finales del siglo XX, el Ministerio de Defensa no cedió el solar a la ciudad de Murcia para que se construyera en él un jardín.
Hoy en día el barrio de San Antón, que hasta los años 1980 lindaba directamente con la huerta, ha sido completado al ser urbanizado el antiguo camino de la Ñora y haberse acondicionado sus plazas y jardines.

## Lugares significativos
El barrio posee lugares de cierto interés histórico y jardines con valor paisajístico.
Desde la plaza de Emilio Díez de Revenga se cruzan dos grandes avenidas trazadas en la década de los cincuenta encima de lo que hasta entonces era huerta como preludio a sucesivos ensanches. En la avenida Isaac Albéniz encontramos la moderna Iglesia de San Francisco Javier-San Antón, de interesante arquitectura contemporánea.
En la calle de San Antón encontramos la ermita del mismo nombre. Un edificio muy significativo históricamente para el barrio, aunque de pequeñas dimensiones, ya que se trata de una construcción de origen medieval que se reconstruyó entre los años 1694 y 1746. En 1710 obtuvo el título de santuario real por decreto del rey Felipe V de España. En el siglo XIX vio cómo decaía su culto, pero en la actualidad se ha revitalizado por parte de los vecinos con la celebración de fiestas y demás tradiciones en honor al santo, que se celebran a mitad de enero. 
Frente a ella encontramos el Jardín de la Seda, uno de los pulmones verdes del centro-oeste de la ciudad y el lugar más representativo del barrio. El parque se construyó en el solar donde se situaba el convento de los Diegos hasta comienzos del siglo XIX, siendo sustituido posteriormente por la "Fabrica Mayor" de la seda, de la que aún se conserva su característica chimenea de tamaño considerable.